# 博爾希夫卡 (拉諾夫齊區)
49°55′11″N 25°56′29″E / 49.91972°N 25.94139°E

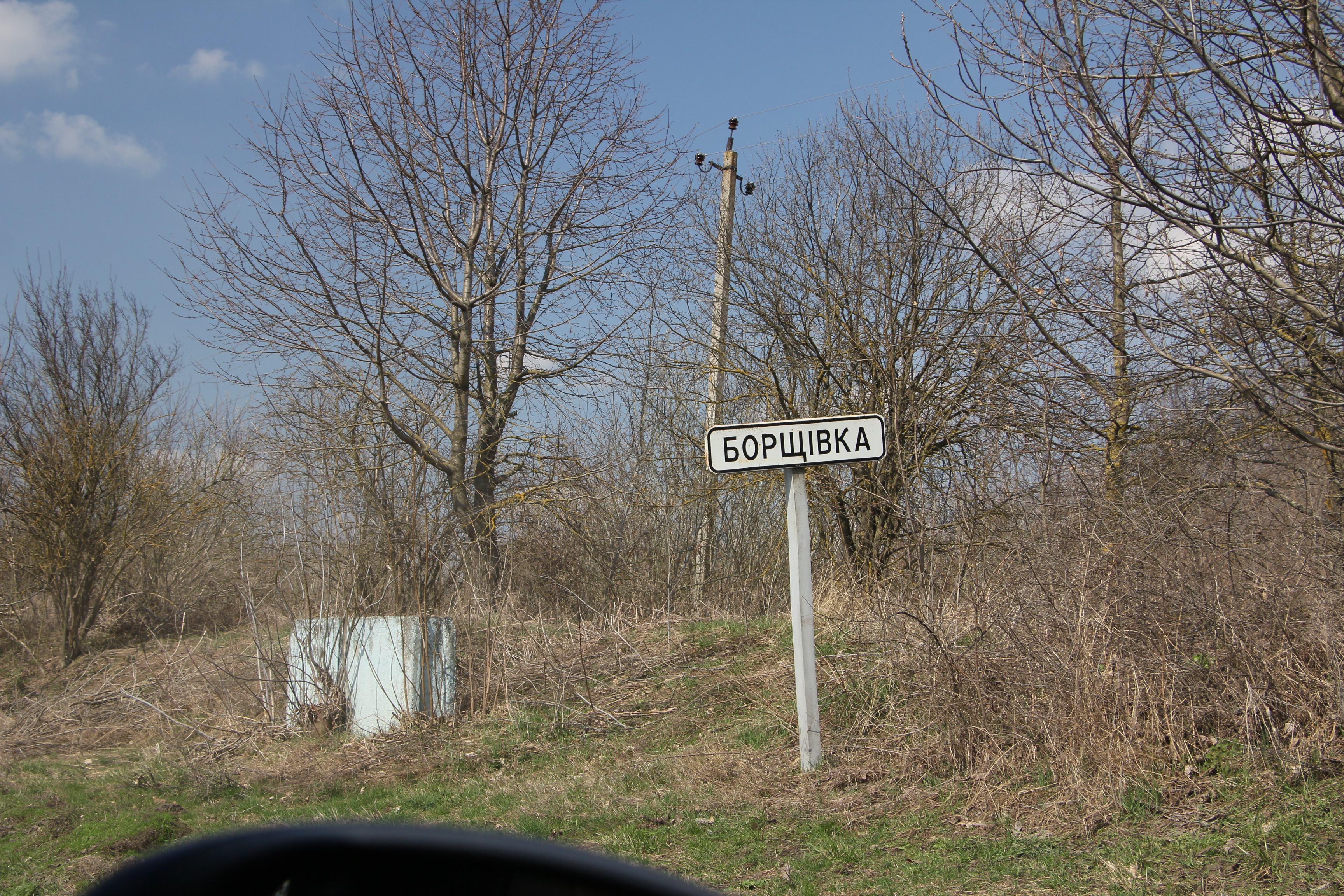

博爾希夫卡（烏克蘭語：Борщівка）是位於烏克蘭西部特諾皮爾州裏克列梅涅茨區的村莊，始建於1430年，面積1.56平方公里，2025年人口932，人口密度每平方公里767.3人。